# ニコニコ日記
『ニコニコ日記』（ニコニコにっき）は、小沢真理による日本の漫画作品、及び漫画作品を原作としたテレビドラマ。
漫画作品は、2000年から2003年に『コーラス』（集英社）で連載。テレビドラマは、2003年にNHK夜の連続ドラマで放送された。

## 概要
- 漫画作品は、『コーラス』（集英社）2000年5月号に60ページの読切作品として初掲載。その後連載化され、同誌2004年1月号をもって完結。全32話。この他に2002年Autumn号に掲載された番外編が1話ある。クイーンズコミックスコーラスから単行本全6巻、集英社文庫コミック版から全4巻が発行された。
- ドラマは、漫画作品を原作に、NHK夜の連続ドラマで2003年8月18日から10月2日に放送。全28回。同枠としては大きな反響を呼び、DVDの発売につながった。2006年にNHK-BS2にて再放送された。

## あらすじ
売れない独身シナリオライター・小鳥遊ケイのマンションをある日、ニコという少女が突然訪ねてきた。ニコは、かつてケイが付き人をしていた女優・紫野美冬の隠し子だった。美冬から一方的にニコを預けられ、しばらく面倒を見ることになったケイは、大人に心を閉ざしていたニコと交換日記を通じて次第に心を通わせていく。一度は美冬の元に戻ったニコだったが1ヵ月後にケイと再会。愛情の薄い美冬との暮らしに孤独を感じているニコの境遇を知り、ケイは美冬の同意を得て、ニコを引き取って共に暮らし始める。やがて、ケイは仕事で再会したかつての知り合い・高梨晃太郎と恋に落ちプロポーズされる。しかし、二人の将来よりもニコを中心に考えるケイの考え方が受け入れられず、晃太郎から別れを告げられる。時が過ぎ、中学生になったニコは演劇部に入部し、自分が女優の子だと実感する。ニコは、ケイに接近してきた若者・森村が、実は美冬のスキャンダルを暴こうとする雑誌記者だと気づいて晃太郎に相談。記事は未然に防がれるが、ニコはもう自分の出自を隠したくないと晃太郎とケイに告げ、やがて美冬とニコの関係が公になる。ケイと再会した晃太郎は、ニコの仲立ちもあって再びケイにプロポーズし、ニコと3人で暮らしたいと告げる。そして、美冬から初めて父親について聞かされたニコは、自分を産んでくれたことへの感謝の言葉を口にする。

## 主要登場人物
小鳥遊 ケイ（たかなし けい）
売れないシナリオライター。北海道出身。23歳の時、紫野美冬のマネージャーをしていた。美冬に頼まれ、秘密裏にニコを出産する手伝いをする。生まれて間もないニコを美冬の故郷に連れて行った後にマネージャーをやめ、シナリオライター養成学校を経てシナリオライターに転身。まだ独身でいた8年後に、成長したニコと再会し、彼女を引き取って共に生活する。交換日記などを通じてニコに深い愛情を抱くようになり、かけがえのない存在だと感じるようになる。高梨晃太郎と恋に落ち、最後には結婚する。射手座。血液型はB型。趣味は寝ること。
小箱 仁子（こばこ にこ）／ニコ
紫野美冬の娘で、美冬が極秘出産した隠し子。福岡県出身。美冬の実家で祖母に育てられるが、小学校3年生の8月に祖母が他界。美冬の元に引き取られ、家政婦に面倒見てもらう生活を送る。10月に美冬がニューヨークへ行く際に、ケイに預けられ、5カ月間の共同生活を送る。交換日記などでケイと心の交流を深め、美冬の帰国とともに元の生活に戻ったものの、1カ月後に再びケイのところに戻り、一緒に生活することとなる。やがて成長し、私立光楽（コーラス）学園中等部に入学。演劇部に入部し、母親譲りの演劇力で才能を発揮する。てんびん座。血液型はAB型。
紫野 美冬（しの みふゆ）
ニコの母親で女優。本名は小箱美子（こばこ みこ）。福岡県出身。上京して、売り出しの女優だった頃にニコを身ごもり、ケイの協力を得て事務所の社長にも秘密のうちにハワイで出産。今は有名女優として活躍している。ニコの世話は家政婦に任せきりにするなど、ニコへの愛情が薄く会話も少ない。ニコには、父親に関することは一切教えず、ニコが16歳になったら話すと約束する。
高梨 晃太郎（たかなし こうたろう）
AMKテレビプロデューサー。かつてアシスタントディレクターだった頃に、美冬のマネージャーだったケイと知り合う。10年ぶりに再会したケイに魅かれ、プロポーズするが、結婚後の生活をニコ中心に考えるケイと考え方が合わず別れる。その後、婚約者もいたが、ケイに再び会い、ニコの計らいもあり結婚する。
氏家 花名子（うじいえ かなこ）
ケイの友人でイラストレーター。神奈川県出身。美術大学在学中に、助教授と不倫していたが、別れを告げて卒業直前に退学。ケイとは率直にものを言い合える気の置けない友人で、ニコを引き取るときに相談に乗ったり、ニコの面倒を見たりする。血液型はA型。筋力強化運動が趣味。
森村 勇樹（もりむら ゆうき）
雑誌「スクープウィークリー」の契約社員。ニコの父親をスクープするため、自分の正体を隠してケイに近づく。しかし、次第にケイに魅かれ、記事にしたくないと上司と対立。受け入れられなかったため取材データを持ち去って辞職する。ケイに正体を見破られ、その後、テレビ番組制作会社の下請会社に就職してケイと再会。改めて想いを告げるが実らなかった。
佐壮 治世（さそう はるとき）
私立光楽学園中等部の男子生徒。ニコの一年先輩。
宇多川 細雪（うたがわ さゆき）
私立光楽学園中等部の女子生徒。ニコの一年先輩。演劇部所属。AMKグループ会長の孫娘。母は元タカラジェンヌ。ニコが自分の母親について打ち明けた相手。
花房 ゆり絵（はなふさ ゆりえ）私立光楽学園中等部の女子生徒。ニコの同級生。

## 書誌情報
- 小沢真理 『ニコニコ日記』 集英社

- 〈クイーンズコミックスコーラス〉[1]
  1. 2001年8月22日初版発行、ISBN 4-08-865026-3
  2. 2001年10月24日初版発行、ISBN 4-08-865037-9
  3. 2002年5月22日初版発行、ISBN 4-08-865068-9
  4. 2003年2月24日初版発行、ISBN 4-08-865114-6
  5. 2003年8月24日初版発行、ISBN 4-08-865143-X
  6. 2004年1月24日初版発行、ISBN 4-08-865173-1

- 〈集英社文庫コミック版〉[2]
  1. 2007年10月18日発売、ISBN 978-4-08-618652-0
  2. 2007年10月18日発売、ISBN 978-4-08-618653-7
  3. 2007年12月13日発売、ISBN 978-4-08-618654-4
  4. 2007年12月13日発売、ISBN 978-4-08-618655-1（読み切り作品「ココア」収録）

## ドラマ

### 概要
- 放送日：2003年8月18日 - 10月2日
- 放送時間：毎週月曜日 - 木曜日、23:00 - 23:15 (15分間)
※9月15日は阪神優勝等に伴うニュースのため10分遅延、9月22日は小泉内閣組閣等に伴うニュースのため10分遅延。
- 1週間分再放送：毎週金曜日、0:45 - 1:45
※8月22日はニュース延長のため1分遅延、9月12日は台風14号ニュースのため2分遅延。
- 再放送：2006年4月3日 - 5月18日 NHK-BS2
- 再放送時間：毎週月曜日 - 木曜日、19:30 - 19:45

### キャスト

#### 主要登場人物
- 小鳥遊 ケイ（たかなし ケイ）：木村佳乃
- 小箱 仁子（ニコ）（こばこ にこ）：永井杏 - ドラマでは小学校5年生で物語が完結する
- 紫野 美冬（しの みふゆ）＝小箱美子（こばこ みこ）：大塚寧々
- 高橋 晃太郎（たかはし こうたろう）：沢村一樹[3] （ケイの恋人、くれないテレビ勤務）- 原作とは姓とテレビ局が異なる
- 花名子（かなこ） ユンソナ：（ケイの友人、韓国出身で日本で女優を目指している）-設定は原作と異なる
- 猪瀬 潤一（いのせ じゅんいち）：大杉漣 （猪瀬プロ（美冬の所属する芸能プロ）社長）
- 松本 泉（まつもと いずみ）：古田新太 （萌黄小教師　ニコのクラス担任）
- 小鳥遊 こずえ（たかなし こずえ）：長山藍子 （ケイの母　北海道帯広在住）
- 青年：成宮寛貴（マジックバルーンの大道芸人）
- 森村 勇樹（もりむら ゆうき）： 鳥羽潤 （ゴシップ専門の凄腕フリーライター）- 設定は原作と異なる。

#### ニコの友だち
- 佐荘 拓海：宮田雄史 （私立茜川学園 父は外務省勤務）- 原作の宇多川細雪に近い設定
- コミ：山田由梨　（萌黄小 ニコの同級生 三つ編み お誕生会にニコが呼ばれる）
- メグ：古川茜 （萌黄小 ニコの同級生）
- シュン：川北純也 （萌黄小 ニコの同級生 トラブルを起こす）
- テツ：橋本遼 （萌黄小 ニコの同級生）

#### くれないテレビ、ドラマ関係
- 錦戸 公平：山中聡 （美冬がアイドル女優時代に共演（熱血教師役）した男優）
- 小野田 登：螢雪次朗 （くれないテレビドラマプロデューサー）
- 吉井 ひろこ：宍戸美和公 （ケイが参加した脚本家向けドラマ企画説明会に出席）
- 石黒 充男：平沼紀久（猪瀬プロの社員、美冬のマネージャー）
- 倉田 マミ：片岡優香 （猪瀬プロのタレント、花名子に役を取られるが、後に晃太郎制作の深夜ドラマに出演）
- 佐藤 のりこ：小柳友貴美 （花名子マネージャー）
- AD：村島リョウ （晃太郎のアシスタント）
- たまみ：中田あやか （美冬初の母子ドラマの娘役）
- 医師：谷本一 （同ドラマに出演）
- 監督：加藤忠可 （同ドラマを演出）
- スタッフ：二宮直子・野里知広（美冬の陰口をたたき美冬に謝罪させられる）
- スタジオAD：小田切健

#### ガイセイバーシリーズ
- ガイセイバーZ：大滝明利、 声：古谷徹
- ゾルディオス女王：松本智代美

#### その他
- 小箱 佳子 野間洋子 （美冬の母、ニコの祖母。福岡県博多に居住していた）
- 小鳥遊 ケイ（13歳）：鉢嶺杏奈 （中学生。 バスケットボール部所属）
- 小鳥遊 隆太：桑原匠吾 （ケイの弟 回想シーンに登場）
- 山川 みゆき：中込佐知子 （猪瀬社長に解雇させられるお手伝い）
- 上村 タミコ：三浦早苗 （ニコの同級生・コミの母　洋裁が得意）
- 警備員：鈴木明彦・古川桂次（くれないテレビ）
- 露天商：岩本宗規 （ニコと拓海が出会う夏祭り・射的の露天商）
- 母親：丸山優子（学校行事の収穫祭を手伝う小学校児童母）
- 老婦人：市川千恵子 （遊園地でニコ、ケイ、晃太郎の写真を撮り家族と思いこむ）
- 沙雪：廠のえる （私立茜川学園　拓海の同級生）
- 佐荘 早苗：栗林綾子 （拓海の母 元女優志望）
- 母親：松本智代美（ミキの母 娘に風船を買って与える）
- ミキ：落合美季 （ニコが買い物に来たスーパーでマジックバルーン大道芸を鑑賞）
- 風船人形の声：木下浩之
- 酒井：法福法彦 （ニコの通う塾・朝霧進学教室の講師 森村にニコの情報をリークしたと思われる）
- 渡辺：山下容莉枝 （スクープウィークリー編集部）
- 少年：中村謙吾・真鍋卓也 （ニコが通う塾生徒、塾帰りに拓海と共に森村に絡まれるニコに遭遇）
- パク：ミョンジュ （花名子の焼き肉仲間）
- 記者：大滝明利 帝都スポーツ所属 美冬の隠し子騒動時に萌黄小に取材に来る）
- レポーター：ささきまこと・美斉津明子・山川マキ・右田昌万
- 西村 良介（ニコの父、登場なし）

注：ドラマ版における猪瀬潤一、小鳥遊こずえ、松本泉はドラマオリジナルの登場人物。なお、小鳥遊ケイの母親は原作では死亡しており、父親の小鳥遊歳三のみ登場。

### スタッフ
- 原作：小沢真理「ニコニコ日記」（集英社）
- 脚本：大森美香
- 音楽：本多俊之
  - 音響効果：山田正幸・片平洋資
  - 共通エンディングテーマ：島谷ひとみ「元気を出して」（エイベックス・エンタテインメント）
- 美術：竹内光鷹・清水謙輔
- 撮影協力：日本チアリーディング協会
- 福岡ことば指導：姫野百合
- 北海道ことば指導：岸本一人
- 笛指導：一村誠也
- マジックバルーン指導：マジカルTOM
- 演出：片岡敬司（第1週・第2週）、中島由貴（第3週・第4週・第7週）、木下高男（第5週・第6週）
- 制作統括：安原裕人・鈴木圭
- 共同制作：NHKエンタープライズ21
- 制作・著作：NHK

### サブタイトル
- 第1週：「春、出会い」（2003年8月18日 - 8月21日放送）
- 第2週：「夏、友だち以上母親未満」（8月25日 - 8月28日放送）
- 第3週：「残暑、恋の予感」（9月1日 - 9月4日放送）
- 第4週：「秋、家族のかたち」（9月8日 - 9月11日放送）
- 第5週：「クリスマス、決心」（9月15日 - 9月18日放送）
- 第6週：「春、スキャンダル」（9月22日 - 9月25日放送）
- 最終週：「夏、幸せの歩き方」（9月29日 - 10月2日放送）